# Dot Rainbow
Dot Rainbow（ドットレインボー）は、日本のインディーズバンドである。
2004年に結成され、現在は活動休止中。
鹿児島在住のまま、映画、CMへの楽曲提供など、地元にとどまらない活動を展開した。
鹿児島においてはラジオパーソナリティをつとめ、多数CMに出演、様々なイベントに出演した。

## 名前について
名前には「世の中のドット（点の意味し、人、物、音楽、文化などを指す）を虹で繋ぐ架け橋のようなバンドになりたい」という願いが込められている。なお、ドットレインボーの表記は「Dot」と「Rainbow」の間に半角スペースが入る「Dot Rainbow」が正式である。愛称は『ドットコ』『ドット』。

## メンバー
- micca ボーカル担当
「ミカ」と読む。当初バンドメンバーも何と読むか不明だった。愛称は「みかりん」「かりんちゃん」など。両親より「目立ってなんぼ」の英才教育を受けており、バンドのボーカルというポジションに至っている。ノンアルコールハイテンションガールと称されるほどライブでもテンションは高い。本人のブログではしばしば天然っぷりを発揮している。鹿児島県出身。

- yuka ベース担当
愛称は「ゆかちん」「かちん」など。椎名林檎を尊敬しており、椎名のバックでベースを演奏している亀田誠治に憧れベースを始めた。よくハーフに間違われるが生粋の宮崎県人である。本人のブログではmiccaとはまた違った不思議な世界観を繰り広げている。

- masaya ギター担当
愛称は「まさやん」「やん」など。Dot Rainbow唯一の男子でリーダー。先輩より授かった格言『男女の争いごとは、事実かどうかはどうでもいい、どっちが正しいかなんて問題じゃない！とりあえず…謝っとけ』を実践しつつバンドを取り仕切っている。兄の影響でニルヴァーナを聞くようになり、音楽に目覚めた。佐賀県出身。

## ディスコグラフィ

### シングル
- ソライロ（2007年3月18日）

1. 星砂  （AKB48秋元才加主演映画『聖白百合騎士団』のエンディングテーマ）
2. Breath  （我流風ラーメン2007夏CM曲。本人らも出演、斉藤ふみと共演）
3. イト  （第一交通産業　夢をのせてキャンペーンCM曲）

- 願いミライ（2009年7月2日）

1. 願いミライ  （「北九州リバーアスロン2009」テーマソング）
2. ミツカエ  （株式会社VハウスCM曲）
3. ウラハラ

### アルバム
- ニジマチ（2006年3月4日）

1. J  （桜観光2007年スキーツア-CM曲）
2. Polaris  （Takapla 2007年8月CM曲）
3. Musica
4. アシタ  （MBCニューズナウエンディングテーマ）
5. Super Car
6. attention!  （南日本ビジネスサービスCM曲）
7. アシタ -ぺてろうmix-

- キセキ（2008年7月20日）

1. Robot
2. 砂時計  （スカイネットアジア航空CM曲 ）
3. Link  （田代さやか主演映画『ケータイ小説家の愛』エンディングテーマ） ケータイ小説家の愛 公式サイト
4. 紙ヒコウキ
5. Mail
6. Get Our Days
7. Link～Outro～